# Szegfi Mór
Szegfi Mór Mihály (Szil, 1825. március 5. – Tab, 1896. augusztus 28.) a márciusi ifjak egyike, író, újságíró, főreáliskolai tanár, miniszteri titkár.

## Élete
Tanulmányait Prágában és Berlinben végezte; szegény fiú lévén, óraadással, irogatással tartotta fenn magát. Miután hazajött, 1848-ig az akkor Pesten fennállott izraelita magyar nyelvterjesztő egyesület titkára volt; feltűnt népies tárgyú költői munkáival. A szabadságharc alatt a tüzérségnél szolgált; a szenttamási ütközetben kapitányi rangot nyert; majd megsebesült és Szemere titkára lett. Világos után bujdosott, menekült; Berlinben, Párizsban és Londonban hírlapok számára dolgozott és óraadással tartotta fenn magát. Hazatérése után, már mint keresztény író,   1861-ben feleségül vette Kánya Emiliát, a Családi Kör című lap szerkesztőjét, akinek szorgalmas segítője volt. A kiegyezés után a kereskedelmi minisztériumban nyert előbb fogalmazói, majd titkári állást, de a hivatalnál jobban szeretvén a tanítást, tanári vizsgálatot tett és a lőcsei, majd a kassai főreáliskolában tanított. 1886-ban nyugalomba vonult és Fiumében élt családja körében.
Már a szabadságharc előtt írt verseket és prózai dolgozatokat szépirodalmi folyóiratokba. Hugó Károllyal együtt a legkoraibb magyar zsidó szépírók egyike, de Hugó Károly internacionalista volt, Szegfi Mór lelkes hazafi. Felszólalt néhány írótársának antiszemitizmusa ellen (Életképek, 1846. évf.), irányzatos novellákat írt a zsidók védelmére (Életképek, 1846–1847), költeményben öntudatosan vallotta meg származását (Zsidó vagyok). Horn Ede társaságában közrebocsátotta az első magyar nyelvű izraelita naptárt (1848). Későbbi elbeszélő munkáiban nagy érdeklődéssel fordult a magyar parasztok élete felé.
Költeményeket, elbeszéléseket és tárcacikkeket írt az Életképekbe (1846-47), a Zsidó Naptárba (1848), a Pesti Divatlapba (1847-48), a Hölgyfutárba (1853-57), a Divatcsarnokba (1853), a Religióba (1855. fordítások), a Családi Lapokba (1856), a Szépirodalmi Közlönybe (1857-58); a lőcsei állami főreáliskola Értesítőjébe (1877. A szülei ház és az iskola) sat.

## Munkái
- Első magyar zsidó naptár és évkönyv. (Kiadta a honi izraeliták között magyar nyelvet terjesztő pesti egylet, 1848.)
- Magyar ragozási táblázat. Verzeichniss der ungarischen Beifügungen. Pest, 1853.
- Kis bajok, nagy gondok. Regényes képek. Pest, 1856. (Ism. Hölgyfutár 211. sz., P. Napló 443. sz.).
- A harmadik szomszéd. Népies regény. Pest, 1857. Két kötet. (Ism. Pester Lloyd 86., Hölgyfutár 51., 91., 92. Budapesti Hirlap 75. sz. Újabb kiadása. Budapest, 1869. Három kötet. Magyar Hölgyek Könyvtára XXIV., XXVI.).
- A világ csudái. Pest, 1857. (Vasárnapi Könyvtár II. 4.).
- Fenn és alant. Regény. Pest, 1872. Négy kötet. (Ism. Figyelő. 2. kiadás. Budapest, év n.).

Írói jegye: -i.-r.-